# Taptuk Emre, Aksaray
Taptuk Emre là một xã thuộc huyện Aksaray, tỉnh Aksaray, Thổ Nhĩ Kỳ. Dân số thời điểm năm 2010 là 268 người.